# Rhodobates pallipalpellus
Rhodobates pallipalpellus är en fjärilsart som beskrevs av Hans Rebel 1901. Rhodobates pallipalpellus ingår i släktet Rhodobates och familjen äkta malar. Inga underarter finns listade.